# Li Shouxin
Li Shouxin (ᠪᠤᠶᠠᠨᠳᠡᠯᠭᠡᠷ Буяндэлгэр; chinesisch: 李守信; 11. Juli 1892 – Mai 1970) war ein Offizier in der mandschurischen Armee und später der Oberbefehlshaber der Inner Mongolischen Armee.

## Biografie
Von ethnischer mongolischer Abstammung wurde Li Shouxin in eine Familie kleinerer Großgrundbesitzer geboren. Im Jahr 1919 trat er in die Streitkräfte der Zhili-Clique in der Provinz Jehol ein und stieg stetig auf, bis er die Position des Oberst erreichte, wobei die Kuomintang-Regierung ein gleichwertigen Rang gewährte. Er wurde Tongliao in der heutigen Inneren Mongolei zugewiesen und half bei der Unterdrückung der Revolte von Gada Meiren im Jahr 1929.

1933 gerieten seine Truppen an der Grenze zu Mandschukuo mit der kaiserlichen japanischen Armee zusammen, und Li gelang es, ein japanisches Flugzeug abzuschießen. Dies öffnete jedoch die Tür zu Verhandlungen, und als Gegenleistung für Waffen, Geld und Vorräte trat Li an die japanische Seite und wurde zum Befehlshaber eines Teils der Inneren Mongolei und Jehol ernannt. Im Jahr 1933 befehligten die Mandschukuo-Truppen, die Festungen um Duolun gegen die antijapanische Armee der Chahar-Volksgruppen zu verteidigen. Ende 1935 befahl er den Mandschukuo-Truppen, die Demchugdongrub bei der Übernahme der Kontrolle über die sechs nördlichen Bezirke von Chahar unterstützten. In den folgenden zwei Jahren leitete er die Mandschukuo-Abteilung der innermongolischen Armee, die versuchte, die Provinz Suiyuan zu erobern. Im Februar 1936 kontrollierte Li ein großes Gebiet in der Provinz Chahar und übertrug seine Zugehörigkeit zu Prinz Demchugdongrub und wurde zusätzlich zum stellvertretenden Oberbefehlshaber der Inner Mongolischen Armee. Rund 20 Monate später wurde er im Oktober 1937 wurde mit Gründung von „Mengjiang“ Stabschef der neuen Nationale Armee von Mengjiang. Im Juli 1938 wurde er zum stellvertretenden Vorsitzenden gewählt.

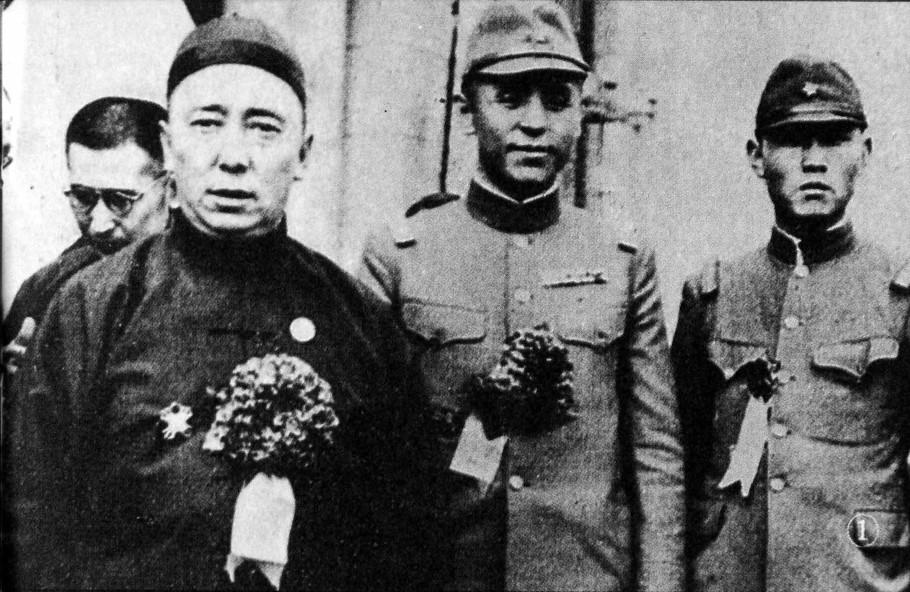
Li Shouxin (Mitte), Prinz Demchugdongrub (Links)

Im Jahr 1940 traf Li in Tsingtao mit Zhou Fohai und Vertretern der Regierung Wang Jingwei zusammen, um über die Integration von Mengjiang in China zu diskutieren. Dies wurde im Juni 1941 erreicht, als Mengjiang die Mongolische Autonome Föderation (蒙古 自治 邦) wurde, allerdings mit völliger Autonomie.
Als sich die Situation gegen Ende des Zweiten Weltkrieges für das Japanische Kaiserreich jedoch verschlechterte, traf Li im Geheimen mit Chiang Kai-shek und wechselte gegen Kuomintang, um im Gegenzug für die Ernennung zum General der chinesischen 10. Armee zu stehen. Nach dem Sieg der Kommunistischen Partei Chinas im Chinesischen Bürgerkrieg 1949 flüchtete Li kurz in das Exil nach Taiwan. Auf dringendes Ersuchen von Demchugdongrub kehrte er jedoch in die Innere Mongolei zurück, um die Position des stellvertretenden Verteidigungsdirektors der innermongolischen autonomen Regierung zu übernehmen. Die chinesische Rote Armee weigerte sich jedoch, seine Position anzuerkennen, und befahl einige Monate später, ihn zu verhaften. Li floh dann mit Demchugdongrub in die Mongolei. Im September 1950 stimmte die Mongolei den chinesischen Forderungen zu und lieferte Li nach China aus, wo er wegen anti-chinesischer Aktivitäten angeklagt und inhaftiert wurde. Er wurde 1964 begnadigt und erhielt einen Job als Bibliothekar in dem Wensu-Museum in Hohhot (Innere Mongolei). Er starb im Mai 1970 in Hohhot.